# Torgils Knutsson
Torgils ou Tyrgils Knutsson (exécuté après le 9 janvier 1306)  est un Marsk (Maréchal, latin : Marschalcus) et régent de Suède de 1290 à 1303.

## Origine
Torgils ou Tyrgils Knutsson  originaire du Västergötland  est mentionné dans les sources à partir de 1281. Chevalier en 1288, il devient « Marsk » peu de temps avant la mort du roi Magnus III de Suède. Il est nommé régent dans l'attente de la majorité des fils du défunt roi, notamment de celle de Birger de Suède l’aîné qui avait été désigné comme souverain 

## Régence
La régence de Torgils est marquée par des relations tendues avec l’Église, liées à sa volonté de faire abolir l'exemption de taxe dont bénéficiait le clergé, par des famines en 1291 et 1292 et par une reprise des expéditions en Finlande.
Lors de l'expédition connue sous le nom « troisième croisade finnoise », les Suédois établissent en 1292 un avant-poste avec la forteresse de Vyborg (finnois : Viipuri). En 1295, le Maréchal déclenche une première offensive contre les païens de Carélie en amont de la Néva et sur le Lac Ladoga qui s’achève par l’annexion temporaire de la place commerciale de Kexholm (finnois: Kekkisalmi, aujourd'hui: Priozersk) sur la rive occidentale. Le 4 mars 1295, le roi Birger pouvait annoncer triomphalement aux représentants de Lubeck et des autres villes hanséatiques qu'il avait christianisé les Caréliens.
Toutefois, la garnison et son capitaine Sigge Loba sont expulsés par une contre-offensive des russes de Novgorod. En 1300, une nouvelle expédition menée sans doute en concertation avec l’Ordre Teutonique est entreprise, elle se conclut par la construction de la forteresse de Landskrona au confluent de la Neva et de l’Ochta. L'année suivante, la garnison effectue des coups de main vers le nord et vers le sud en Carélie et en Ingrie mais les Suédois sont de nouveau vaincus et le fort est pris par les Russes le 18 mai 1301 
Le régent négocie également en 1295 l’union du roi Birger Magnusson avec la princesse Märta de Danemark et fait couronner le jeune souverain le 2 décembre 1298 à Söderköping en Östergötland. Au sommet de sa puissance, Torgils qui possédait par ailleurs de nombreux domaines répartis dans le royaume de Suède, fait épouser sa fille Kristina par le prince Valdemar Magnusson et se marie lui-même au cours de l’été 1303 à Stockholm avec une comtesse allemande Hedwige, fille de Otton III de Ravensberg 

## La chute
La régence de Torgils Knutsson s'achève en 1303 et, s'il reste un proche du roi Birger de Suède, il commence à s'opposer aux ambitions des deux frères du roi, Erik Magnusson et Valdemar Magnusson. Ce dernier obtient en 1305 l'autorisation de l'Église de se séparer de son épouse.
Mal soutenu par le pusillanime roi Birger, Torgils, qui s'était fait de nombreux ennemis dans la hiérarchie ecclésiastique, est arrêté à la demande des princes et sur ordre du roi en décembre 1305 et est exécuté à Södermalm au sud de Stockholm après le 9 janvier 1306 date à la laquelle il établit son testament.

## Sources
- Ingvar Andersson (trad. Marcel Bouvier, préf. André Chamson), Histoire de la Suède… des origines à nos jours, Roanne, Horvath, 1973, 397 p.
- Eric Christiansen (trad. de l'anglais), Les Croisades nordiques 1100~1525, Lorient, Alerion, 1996, 444 p. (ISBN 2-910963-04-7)
- Lucien Musset, Les Peuples scandinaves au Moyen Âge, Paris, Presses universitaires de France, 1951, 342 p., in-8o (OCLC 3005644)
- Corinne Péneau (trad. du suédois), Erikskrönika, Paris, Publications de la Sorbonne, 2005, 258 p. (ISBN 2-85944-524-2, lire en ligne)